# Списък на концептуални автомобили Ланча
- 1947 Ланча Априлия Пининфарина Кабрио
- 1947 Ланча Ардеа Пининфарина
- 1953 Ланча ПФ 2500
- 1958 Ланча Фламиния Лортамо
- 1962 Ланча Фламиния Спайдер Алмфи
- 1969 Ланча Марица
- 1970 Ланча Стратос Дзеро
- 1970 Ланча Мегагамма
- 1971 Ланча Дунджа
- 1974 Ланча Мизар
- 1978 Ланча Сибило
- 1978 Ланча Делта Кастания
- 1979 Ланча Спайдер
- 1980 Ланча Медуза
- 1982 Ланча Орка
- 1984 Ланча Тугедър
- 1988 Ланча Хит
- 1992 Ланча Магия
- 1993 Ланча Тема Купе
- 1995 Ланча Кайак
- 1997 Ланча Ионос
- 1998 Ланча Диалогос
- 2001 Ланча Неа
- 2003 Ланча Грандтуризмо
- 2003 Ланча Фулвия Купе
- 2004 Ланча Стола
- 2005 Ланча Феноменон Стратос
- 2008 Ланча Делта прототип
- 2011 Ланча Флавия седан